# Gertruda Vratislavská
Gertruda Vratislavská (Gertruda wrocławska; 1218/20 – 23./30. duben 1244/47) byla mazovská kněžna z rodu Piastovců, dcera Jindřicha II. Pobožného a české princezny Anny, manželka Boleslava I. Mazovského.

## Život
Gertruda se narodila jako nejstarší dítě svých rodičů mezi lety 1218/20. Stejně jako její sourozenci byla umístěna svými rodiči v klášteře Trzebnica, kde studovala pod dohledem své babičky Hedviky.
V roce 1234 uzavřela manželství s Boleslavem I. Mazovským, nejstarším synem Konráda Mazovského. Její mladší sestra Konstancie Vratislavská se v roce 1239 vdala za Boleslavova mladšího bratra Kazimíra Kujavského. Gertruda zemřela někdy mezi lety 1244/47 a Boleslav se podruhé oženil kolem roku 1248 s Anastázií z Belzy. Obě jeho manželství zůstala bezdětná.